# Ремнезубы
Ремнезубы (лат. Mesoplodon) — род зубатых китов семейства клюворылых.

## Описание

### Внешний вид
Длина тела до 6,7 м. Окраска его верхней стороны тёмная, нижняя светлее. Клюв узкий, вытянутый, слабо обособлен от низкой жировой подушки. Зубов одна пара, они высокие и имеют уплощённую форму (отсюда название рода). Располагаются зубы в передней части нижней челюсти и присутствуют обычно только у самцов.

### Распространение
Несколько видов (минимум 3) обитает в Атлантическом океане, ещё не меньше 3 — в северной части Тихого океана, не менее 4 в Южном полушарии и не меньше 1 — в тропическом поясе Мирового океана. В водах России у Командорских островов встречается командорский ремнезуб (Mesoplodon stejnegeri).

## История изучения
Вживую ремнезубов никто не видел, их описание производилось лишь по шести выброшенным в разное время на берег останкам. /Что за чушь, у вас даже фотографии их есть, см. статьи с описанием видов/
В июле 2024 года на побережье региона Отаго в устье Тайари в Новой Зеландии был найден погибший пятиметровый самец ремнезубого кита, которого удалось впервые препарировать. Во вскрытии участвовали представители коренного народа маори, новозеландские учёные и американские биологи. Вскрытие показало наличие у кита рудиментарных зубов в десне верхней челюсти, что говорит о неизвестной ранее эволюции вида. Также у кита оказалось девять камер желудка, в которых находились клювы и линзы глаз кальмаров, червей и другие останки.

## Виды
- Mesoplodon bidens — Атлантический ремнезуб[3]
- Mesoplodon bowdoini — Новозеландский ремнезуб
- Mesoplodon carlhubbsi — Ремнезуб Хаббса[3]
- Mesoplodon densirostris — Тупорылый ремнезуб
- Mesoplodon eueu[4]
- Mesoplodon europaeus — Антильский ремнезуб
- Mesoplodon ginkgodens — Японский ремнезуб[5]
- Mesoplodon grayi — Ремнезуб Грэя
- Mesoplodon hectori — Ремнезуб Гектора
- Mesoplodon hotaula[6]
- Mesoplodon layardii — Ремнезуб Лейарда
- Mesoplodon mirus — Ремнезуб Тру
- Mesoplodon perrini
- Mesoplodon peruvianus — Перуанский ремнезуб
- Mesoplodon stejnegeri — Командорский ремнезуб[7]
- Mesoplodon traversii — Южноамериканский ремнезуб[3]